# Potter-Nunatakker
Die Potter-Nunatakker sind eine Gruppe kleiner und isolierter Nunatakker im ostantarktischen Viktorialand. Sie liegen 32 km nordöstlich des zu den Outback-Nunatakkern gehörenden Welcome Mountain und 10 km südwestlich der Helliwell Hills.
Der United States Geological Survey kartierte sie anhand eigener Vermessungen und Luftaufnahmen der United States Navy aus den Jahren von 1959 bis 1964. Das Advisory Committee on Antarctic Names benannte sie 1970 nach Neal Potter, der als Ökonom zwischen 1965 und 1966 auf der McMurdo-Station die wirtschaftlichen Möglichkeiten in Antarktika untersuchte.